# Arnljótur Davíðsson
Arnljótur Davíðsson (født 3. september 1968) er en islandsk tidligere fodboldspiller, der spillede som angriber. Han spillede tre kampe for Island i 1988.